# Allday
Allday, pseudonimo di Tomas Henry Gaynor (Adelaide, 21 febbraio 1991), è un rapper australiano.

## Biografia
Allday è salito alla ribalta con l'EP d'esordio Loners Are Cool, entrato in top twenty nelle ARIA Charts e certificato oro dalla Australian Recording Industry Association. Ha in seguito pubblicato l'album in studio Startup Cult, arrivato 3º nella ARIA Albums Chart. Anche Speeding (2017) e Starry Night Over the Phone (2019) hanno raggiunto la top ten della classifica.
Drinking with My Smoking Friends, invece, è uscito nel maggio 2021 e ha finito per classificarsi 13º.

## Discografia

### Album in studio
- 2014 – Startup Cult
- 2017 – Speeding
- 2019 – Starry Night Over the Phone
- 2021 – Drinking with My Smoking Friends
- 2024 – The Necklace

### EP
- 2013 – Loners Are Cool
- 2022 – Excuse Me

### Raccolte
- 2020 – 2013-2015 Songs

### Singoli
- 2016 – Grammy
- 2016 – Monster Truck
- 2016 – Send Nudes
- 2018 – Wonder Drug
- 2019 – Protection
- 2019 – Lungs
- 2019 – Restless (feat. The Veronicas)
- 2019 – All da Way
- 2020 – OTT
- 2020 – What Do You Think?
- 2020 – Best Life
- 2020 – After All This Time
- 2021 – Eyes on the Prize
- 2021 – Good Thanks
- 2021 – Alone Again (con Ouse)
- 2022 – Runtrack
- 2022 – Not Her (con Ouse)
- 2023 – As I Should (con Yng Martyr)